# Marylandveldtocht
De Maryland-veldtocht vond plaats tussen 4 en 20 september 1862 tijdens de Amerikaanse Burgeroorlog. Deze veldtocht is ook bekend als de Antietam-veldtocht en wordt gezien als een keerpunt tijdens het conflict. De eerste Zuidelijke invasie op Noordelijk grondgebied, onder leiding van generaal Robert E. Lee, werd afgeslagen door generaal-majoor George B. McClellans Army of the Potomac. McClellan kon het vijandelijke leger onderscheppen bij Sharpsburg, Maryland. De Slag bij Antietam was de bloedigste slag in de Amerikaanse geschiedenis.
Na zijn overwinning in de Veldtocht in Noord-Virginia trok Lee op 4 september met zijn leger in noordelijke richting via de Shenandoahvallei. Zijn missie was tweeledig. Enerzijds zocht hij voorraden voor zijn leger buiten het grondgebied van het verwoeste Virginia. Anderzijds wilde hij het Noordelijke moreel een slag toebrengen net voor de verkiezingen in november. Hij nam de risicovolle beslissing om zijn leger te splitsen. Een deel zou verder oprukken naar Maryland. Een ander deel zou het Noordelijk depot bij Harpers Ferry in West-Virginia aanvallen en vernietigen. McClellan kreeg per toeval een kopie van Lees plannen in handen. Daarop gebaseerd plande McClellan zijn eigen offensief. Hij zou proberen om Lees leger te isoleren en te verslaan.
Terwijl generaal-majoor Stonewall Jackson Harpers Ferry omsingelde, bombardeerde en veroverde tussen 12 en 15 september, probeerde McClellan via geforceerde marsen zijn leger door de passen bij South Mountain te leiden. Zo kon hij zijn 84.000 man sterke leger tussen dat van Lee en Jackson plaatsen. McClellans opmars werd vertraagd op 14 september door de Slag bij South Mountain. Hierdoor slaagde Lee erin om het grootste deel van zijn leger te concentreren bij Sharpsburg, Maryland. Op 17 september werd bij Sharpsburg de bloedigste slag uit de Amerikaanse geschiedenis uitgevochten, namelijk de Slag bij Antietam. Er vielen meer dan 22.000 slachtoffers. Lee stond tegenover een overmacht van twee tegen een. Toch slaagde hij door snelle tactische beslissingen om alle aanvallen van de vijand af te slaan. McClellan zette een groot deel van zijn reserve niet in. Op 18 september besliste Lee om zich terug te trekken over de Potomac. Bij Shepherdstown vocht Lee een achterhoedegevecht uit op 19 september en 20 september. Dit was het einde van de Maryland-veldtocht.
Hoewel Antietam tactisch gezien onbeslist was, slaagde Lee er niet in om zijn doelstellingen te behalen. Abraham Lincoln verklaarde de slag tot een Noordelijke overwinning en maakte van de gelegenheid gebruik om de Emancipatieproclamatie uit te vaardigen. Hierdoor verloren de Zuidelijke staten de steun vanuit Europa.

## Achtergrond
Het jaar 1862 leek veelbelovend voor de Noordelijken in het oostelijk deel van het conflict. George B. McClellans Army of the Potomac viel in de Schiereiland-veldtocht Virginia binnen. Hij kwam tot op enkele kilometers van de Zuidelijke hoofdstad Richmond. Toen Robert E. Lee op 1 juni 1862 het bevel kreeg over het Army of Northern Virginia keerden de kansen voor de Noordelijken. Tijdens de Zevendagenslag werd McClellan telkens opnieuw aangevallen door Lee. McClellan verloor het initiatief en trok zich van het schiereiland terug. Toen Lee zeker was dat McClellan niet langer een bedreiging vormde voor Richmond trok hij in Noordelijke richting om het leger van Pope te verslaan. In de Veldtocht in Noord-Virginia slaagde hij erin om Popes leger te verslaan in de Tweede Slag bij Bull Run tussen 28 en 30 augustus. Nu trok Lee voor het eerst in de oorlog Noordelijk grondgebied binnen tijdens de Maryland-veldtocht. Het laatste uit een drieluik van offensieven tijdens de zomer van 1862.
De Zuidelijken verloren veel soldaten tijdens de verschillende veldtochten. Toch vond Lee dat zijn leger klaar was om het Noorden binnen te vallen. Hij wilde Maryland en Pennsylvania bereiken en de Baltimore & Ohio Railroad vernietigen die Washington bevoorraadde. Zijn manoeuvres zouden Washington en Baltimore, Maryland bedreigen en ondertussen de vijand problemen bezorgen.
Lee werd geleid door verschillende motieven om het Noorden binnen te vallen. Ten eerste had hij verse voorraden nodig voor zijn leger die moeilijk te krijgen waren in het verwoeste Virginia. Door de oorlog naar andere staten te verplaatsen kon Virginia enigszins herstellen. Ten tweede kon hij hiermee het Noordelijke moreel ondermijnen. De Noordelijke boerderijen hadden de oorlog nog niet aan den lijve ondervonden. Lee wist dat de overwinning niet alleen op militair vlak lag maar ook op het vlak van het Noordelijke moreel. Wanneer de bevolking de oorlog niet meer zou steunen, zou de Noordelijke regering wel gedwongen worden om vrede te sluiten en hierbij de Confederatie moeten erkennen. Met de verkiezingen voor het Congres in november in het vooruitzicht kon een invasie van Noordelijke staten misschien wel de schaal door doen slaan naar de Democratische partij. Dan zou Lincoln misschien een onderhandelde vrede moeten sluiten. Lee stuurde op 3 september een brief naar president Jefferson Davis waarin stond dat "het moreel van de vijand ernstig verzwakt was".
Er kunnen nog andere redenen aangehaald worden voor Lees invasie van het noorden.
Misschien zou de bevolking van Maryland wel in opstand komen. Te meer omdat Maryland een slavenstaat was waarbij veel inwoners Zuidelijke sympathieën hadden. Verschillende Zuidelijke prominenten, waaronder ook Jefferson Davis, geloofden dat een militaire overwinning op Noordelijke bodem de kansen op een erkenning van de Confederatie zou vergroten. Toch zijn er geen bewijzen dat Lee zijn plannen op deze veronderstelling baseerde. Toch verhoogden de diplomatieke contacten tussen het Zuiden en Frankrijk en Engeland na de overwinning bij Bull Run.
Na de nederlaag van Pope in de Tweede Slag bij Bull Run, moest Lincoln opnieuw een beroep doen op George B. McClellan. Hij wist dat McClellan een goede organisator was. Hij kon zijn troepen motiveren en trainen. Hij slaagde erin om de eenheden van zijn leger en die van Pope opnieuw samen te smeden tot een gevechtsklare strijdmacht. Op 2 september 1862 benoemde hij McClellan tot bevelhebber van de fortificaties rond Washington en bevelhebber van alle eenheden die de hoofdstad moesten verdedigen. Deze benoeming zorgde voor de nodige controverse. Het kabinet bezorgde de president een petitie waarin stond dat ze het niet opportuun vonden om generaal-majoor McClellan opnieuw een commando over een leger te geven. Lincoln zei hierover tegen zijn secretaris John Hay: "We moeten werken met de middelen die tot onze beschikking staan. We hebben niemand beter dan hij om onze fortificaties te versterken en onze soldaten tot een leger te vormen. Mocht hij zelf geen vechter zijn, dan kan hij zeer goed anderen doen vechten."

## Samenstelling van de legers

### Het Zuidelijke leger
Het Army of Northern Virginia was in het begin van september in twee vleugels of korpsen verdeeld met een totaal van 55.000 soldaten.
Het eerste korps of de rechtervleugel werd geleid door generaal-majoor James Longstreet. Deze vleugel bestond uit de divisies van generaal-majoor Lafayette McLaws, generaal-majoor Richard H. Anderson, brigadegeneraal David R. Jones, brigadegeneraal John G. Walker, brigadegeneraal John Bell Hood en een onafhankelijke brigade onder leiding van brigadegeneraal Nathan G. "Shanks" Evans.
Het tweede korps of linkervleugel stond onder het bevel van generaal-majoor Thomas J. "Stonewall" Jackson en bestond uit de divisies van brigadegeneraal Alexander R. Lawton, generaal-majoor A.P. Hill (lichte divisie), brigadegeneraal John R. Jones en generaal-majoor Daniel H. Hill.
De cavalerie werd aangevoerd door generaal-majoor J.E.B. Stuart en de reserve-artillerie werd geleid door brigadegeneraal William N. Pendleton. De linkervleugel had zijn eigen artillerie, terwijl de rechtervleugel de artillerie op korpsniveau had.

### Het Noordelijke leger
Het Army of the Potomac onder leiding van generaal-majoor George B. McClellan werd na John Popes nederlaag versterkt met eenheden uit het Army of Virginia waaronder zes infanteriekorpsen met een totaal van 84.000 soldaten.
- Het I Corps werd aangevoerd door generaal-majoor Joseph Hooker en bestond uit de divisies van brigadegeneraal Rufus King, James B. Ricketts en George G. Meade.
- Het II Corps stond onder leiding van generaal-majoor Edwin V. Sumner en bestond uit de divisies van generaal-majoor Israel B. Richardson en John Sedgwick en brigadegeneraal William H. French.
- Het IV Corps van generaal-majoor Fitz John Porter bestond uit de divisies van generaal-majoor George W. Morell, brigadegeneraal George Sykes en Andrew A. Humphreys.
- Het VI Corps werd geleid door generaal-majoor William B. Franklin en was samengesteld uit de divisies van generaal-majoor Henry W. Slocum en William F. "Baldy" Smith en een divisie van het IV Corps onder leiding van generaal-majoor Darius N. Couch.
- Het IX Corps onder leiding van generaal-majoor Ambrose E. Burnside bestond uit de divisies van brigadegeneraal Orlando B. Willcox, Samuel D. Sturgis en Isaac P. Rodman en de Kanawha Division onder leiding van brigadegeneraal Jacob D. Cox.
- Het XII Corps stond onder leiding van generaal-majoor Joseph K. Mansfield en was samengesteld uit de divisies van brigadegeneraal Alpheus S. Williams en George S. Greene en de cavaleriedivisie van brigadegeneraal Alfred Pleasonton.

Tijdens de opmars naar Maryland veranderde McClellan de bevelstructuur. Hij benoemde drie vleugelcommandanten. De linkervleugel kwam onder het bevel van William B. Franklin en bestond uit zijn eigen VI Corps versterkt door de divisie van Darius Couch. De centrale vleugel stond onder leiding van Edwin Sumner en werd samengesteld uit het II Corps en XII Corps. De rechtervleugel werd aangevoerd door Ambrose Burnside en bestond uit het IX en I Corps. Net voor de Slag bij Antietam werd de oude structuur heringevoerd.

## Openingszetten

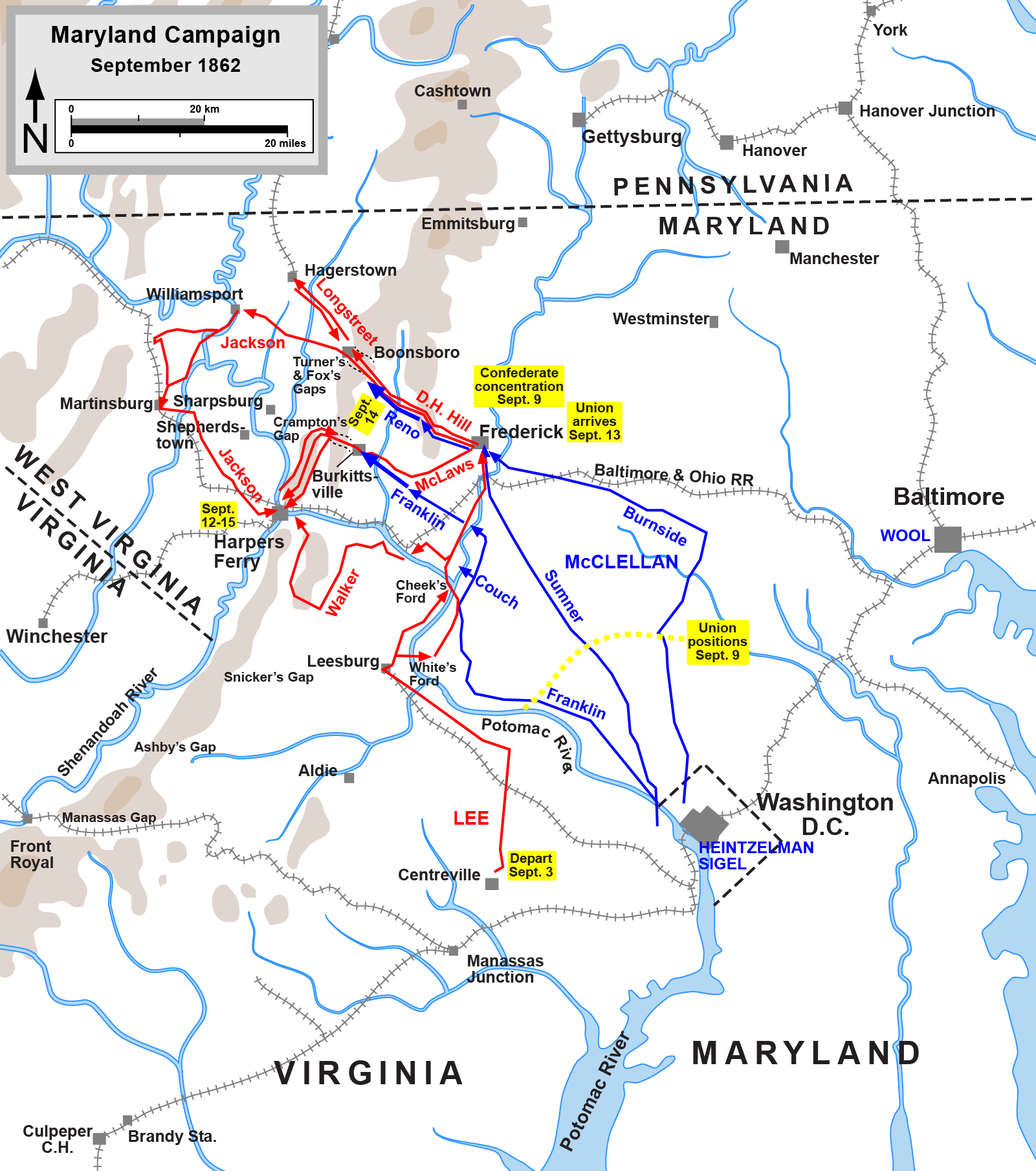
Maryland-veldtocht, bewegingen tussen 3 en 15 september 1862

Twee dagen na de Slag bij Chantilly, op 3 september, schreef Lee naar president Davis dat hij Maryland zou binnenvallen tenzij de president hieromtrent reserves had.
Dezelfde dag nog verplaatste Lee zijn leger van Chantilly richting Leesburg, Virginia.
Op 4 september stak de voorhoede van het Army of Northern Virginia de grens met Maryland over vanuit Loudoun County, Virginia. De hoofdmacht marcheerde richting Frederick in Maryland op 7 september. Het 55.000 man sterke leger werd versterkt door eenheden die voordien rond Richmond lagen. Dit waren de divisies van generaals-majoor Daniel H. Hill en Lafayette McLaws en twee brigades onder leiding van brigadegeneraal John G. Walker met samen ongeveer 9.000 soldaten.
De invasie van Lee viel samen met het Zuidelijk offensief van Braxton Bragg en Edmund Kirby Smith in Kentucky. Jefferson Davis stuurde Lee, Bragg en Smith een afkondiging waarin de generaals de naam van de staat die ze binnenvielen konden invullen. Davis wilde hiermee aan de publieke opinie (en indirect ook die van de Europese grootmachten) uitleggen waarom de Confederatie van strategie veranderde. Tot dan had het Zuiden volgehouden dat het slachtoffer was van agressie vanuit het Noorden en zich alleen maar verdedigde tegen buitenlandse invasie. Davis verduidelijkte dat het Zuiden nog steeds een defensieve oorlog uitvocht en dat de Zuidelijke invasie Lincoln moest overtuigen om een onderhandelde vrede af te sluiten: "We worden gedwongen om de oorlog naar vijandelijk grondgebied te verplaatsen om ons te verdedigen tegen een vijand die ons zonder provocatie blijft aanvallen."
Davis’ aankondiging bereikte zijn generaals te laat. Ze hadden ondertussen zelf hun eigen aankondigingen uitgebracht. Zij beklemtoonden dat ze als bevrijders kwamen en niet als veroveraars. Op de verandering van strategie gingen ze echter niet in zoals Davis had gewenst. Lees aankondiging voor de bewoners van Maryland luidde: "We komen hier met het grootste respect voor de inwoners die onrecht aangedaan werden op sociaal, politiek en commercieel niveau…. en jullie te helpen om het vreemde juk af te werpen en hen te herstellen in hun vertrappelde rechten."

### Lee splitst zijn leger op
Lee splitste zijn leger op in vier onderdelen toen hij Maryland binnen trok. Nadat hij inlichtingen had ontvangen over militaire activiteit rond Chambersburg, Pennsylvania, stuurde Lee generaal-majoor James Longstreet naar Boonsboro, Maryland en verder naar Hagerstown, Maryland. Generaal-majoor Thomas Jackson kreeg het bevel om het Noordelijk depot bij Harpers Ferry te veroveren en te vernietigen met drie colonnes. Zo hield Lee nog de J.E.B. Stuarts cavalerie en de divisie van Daniel H. Hill over om de achterhoede te beschermen bij South Mountain, Maryland.
Waarom Lee een dergelijke gevaarlijke beslissing nam om zijn leger te splitsen om Harpers Ferry in te nemen is onbekend. Eén mogelijkheid is het beheersen van de bevoorradingslijnen vanuit de Shenandoahvallei. Voor Lee Maryland binnentrok, ging hij ervan uit dat de Noordelijke garnizoenen bij Winchester, Virginia, Martinsburg en Harpers Ferry zich zouden terugtrekken zonder Lee lastig te vallen. (Zowel Winchester als Martinsburg werden door de Noordelijken geëvacueerd.) Harpers Ferry bleef echter in Noordelijke handen. Een andere reden zou kunnen zijn dat deze vrijwel onverdedigde plaats te aanlokkelijk was om te veroveren. McClellan vroeg de toestemming om Harpers Ferry te evacueren om het garnizoen bij zijn leger te voegen. Dit verzoek werd echter geweigerd.

### De reacties op de invasie
Lees invasie ondervond problemen vanaf het begin. De sterkte van het Zuidelijke leger was verzwakt door de twee veldtochten tegen McClellan en Pope. Ook waren er verliezen door desertie en achterblijvers. Hij vertrok uit Chantilly met 55.000 soldaten. Tien dagen later had hij 45.000 soldaten over. Sommige soldaten weigerden de Potomac over te steken omdat dit tegen hun overtuiging indruiste dat ze een defensieve strijd voerden. Ontelbare anderen werden ziek voornamelijk door diarree-aanvallen na het eten van groen koren of door ontstoken voeten. Veel soldaten hadden slecht of geen schoeisel. Lee gaf het bevel aan zijn bevelhebbers om streng op te treden tegen achterblijvers. Lee beschuldigde hen van lafheid.
Toen de Zuidelijken Maryland binnentrokken, werden ze niet echt welkom geheten door de bewoners. Ze werden begroet met koelheid of zelfs open vijandschap. Robert E. Lee was ontgoocheld door de weerstand van de staat. Dit had hij niet verwacht. Ook Maryland was een slavenstaat. Maar de sympathisanten voor de Zuidelijke zaak waren dun gezaaid. Veel van de inwoners die voor het Zuiden waren, waren reeds weggetrokken. Het leger trok maar weinig nieuwe rekruten aan.
Maryland en Pennsylvania waren geschokt door de invasie. De burgers grepen naar de wapens. Gouverneur Andrew Curtin, gouverneur van Pennsylvania, riep een militie in het leven van 55.000 manschappen. Hij benoemde generaal-majoor John F. Reynolds, zelf van Pennsylvania, om de militie aan te voeren. In Maryland heerste er paniek. Baltimore riep onmiddellijk op om de wapens op te nemen tegen de vijand.
Toen de berichten in Baltimore doorsijpelden dat Zuidelijke legers de Potomac hadden overgestoken, brak er hysterie uit onder de inwoners die snel gevolgd werd door een stoïcijnse vastberadenheid. Massa’s mensen hingen rond krantenkiosken om het laatste nieuws te vernemen. De verkoop van sterke drank werd tijdelijk verboden om de gemoederen te bedaren. De bevolking hamsterde voedsel en voorraden. Ook Philadelphia bereidde zich voor op een belegering hoewel de stad 240 km verderop lag.

### McClellan zet de achtervolging in
Op 7 september vertrok McClellan met zijn leger vanuit Washington en zette onmiddellijk de achtervolging in. Hij was van nature een voorzichtige bevelhebber en ging ervan uit dat hij tegenover een 120.000 stond. Hij verlangde dagelijkse rapporten van de eenheden die achterbleven om de hoofdstad te verdedigen. Het moreel bij het leger was in het begin slecht. Dit was het gevolg van de nederlagen in de schiereiland-veldtocht en de Tweede Slag bij Bull Run. Toen ze Maryland binnentrokken werd hun moreel sterk verbeterd door de enthousiaste ontvangst van de burgers.
Op 13 september bereikte het Army of the Potomac Frederick in Maryland. Daar vonden Noordelijke soldaten een kopie met alle details van Lees plannen, het zogenaamde Special Order 191. De plannen waren rond drie sigaren gewikkeld. McClellan vernam uit de buitgemaakte plannen dat Lee zijn leger had gesplitst en dat het geografisch verspreid was. Zo kon hij ieder onderdeel opsporen en afzonderlijk verslaan. Toen McClellan besefte wat zijn soldaten hadden gevonden riep hij uit: "Nu weet ik wat te doen." Hij zwaaide met het document voor brigadegeneraal John Gibbon en zei: "Hier heb een document waarmee ik Bobbie Lee serieus kan aanpakken. Anders kan ik mijn koffers pakken en naar huis gaan." Hij stuurde een telegram naar president Lincoln waarin stond dat "Ik heb de volledige vijandelijke strijdmacht voor mij. Ik ben vastberaden en zal geen tijd verliezen. Ik denk dat Lee een grote fout heeft begaan en dat hij er voor zal boeten. Ik heb alle vijandelijke plannen in handen. Ik zal de vijand klem zetten…. en ik zal de trofeeën opsturen." McClellan wachtte nog 18 uren voor hij gebruikmaakte van de informatie. Met deze vertraging verspeelde hij de kans om Lees leger te vernietigen.
Tijdens de nacht van 13 september marcheerde het Army of the Potomac naar South Mountain. Burnsides rechtervleugel marcheerde naar Turner’s Gap en Franklins linkervleugel naar Crampton’s Gap. South Mountain is de voortzetting van de Blue Ridge Mountains in Maryland. Deze rug is de grens tussen de Shenandoahvallei en de Cumberlandvallei. De passen bij South Mountain waren de enige waarmee McClellan het vijandelijk leger kon bereiken.
Toen Lee hoorde van McClellans ongewone agressieve acties en mogelijk ook van het uitlekken van het plan, gaf hij de nodige bevelen om het leger zo snel mogelijk te concentreren. Hij koos ervoor om de invasie niet af te breken want Jackson had Harpers Ferry nog niet veroverd. In plaats daarvan nam hij defensieve stellingen in bij Sharpsburg, Maryland. Ondertussen lagen er Zuidelijke eenheden bij de passen van South Mountain op de uitkijk.
Hoewel de achtervolging van Lee door McClellan in een gezapig tempo verliep en het Army of the Potomac Lee met twee tegen één groter was, koos Lee voor een riskante strategie om met een deel van zijn leger Harpers Ferry te veroveren terwijl Longstreet in noordelijke richting naar Hagerstown oprukte. Lee stuurde colonnes uit om Harpers Ferry van drie zijden te benaderen. De grootste colonne (ongeveer 11.500 soldaten onder leiding van Jackson) werd opnieuw over de Potomac gestuurd om via een grote flankeerbeweging Harpers Ferry vanuit het westen aan te vallen. De andere twee colonnes onder leiding van Lafayette Mclaws (8.000 soldaten) en John G. Walker (3.400 soldaten) moesten de stad vanuit oostelijke en zuidelijke richting benaderen.

## Veldslagen tijdens de Maryland-veldtocht

### DeSlag bij Harpers Ferry

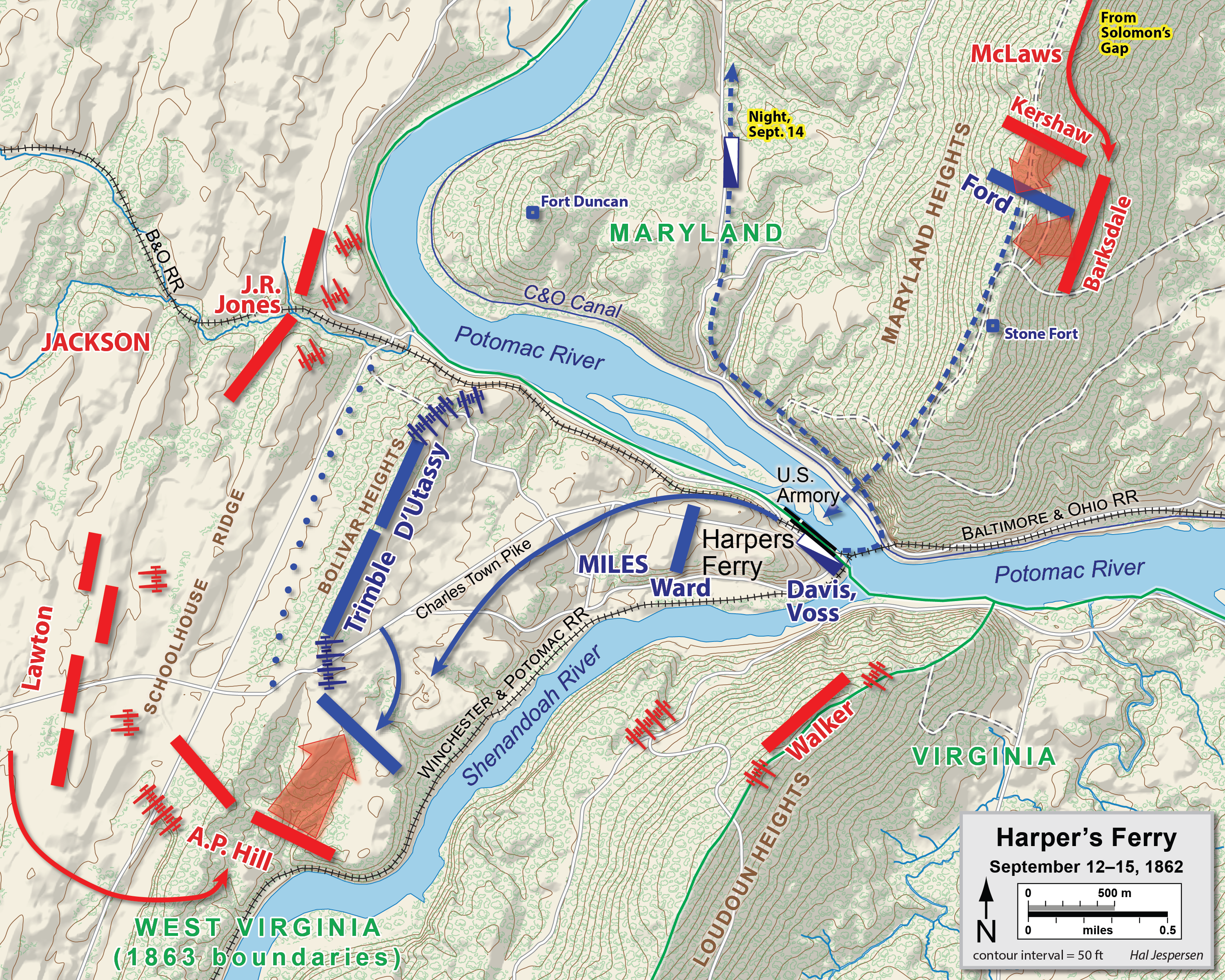
Slag bij Harpers Ferry, tussen 12 en 15 september 1862

Terwijl de drie colonnes Harpers Ferry naderden, probeerde de Noordelijke kolonel Dixon S. Miles (garnizoenscommandant) zo veel mogelijk troepen rond de stad te houden. De Zuidelijken onder brigadegeneraal Joseph B. Kershaw ontmoetten weinig weerstand bij een vooruitgeschoven positie op de Maryland Heights. Op 13 september werden de Noordelijken verjaagd van de hoger gelegen plaatsen rond de stad door de brigades van Kershaw en William Barksdale.
Tijdens de gevechten op Maryland Heights arriveerden de andere Zuidelijke colonnes en stelden tot hun grote verrassing vast dat de vooruitgeschoven stellingen ten zuiden en ten westen van de stad onverdedigd waren. Jackson stelde zijn artillerie op rond de stad. Majoor-generaal A.P. Hill werd naar de westelijke oever van de Shenandoahrivier gestuurd om de volgende dag de Noordelijke linkerflank aan te vallen. Tegen de ochtend van 15 september had Jackson ongeveer 50 kanonnen opgesteld op de Maryland Heights en aan de voet van de Loudoun Heights. Hij opende van alle kanten het vuur met zijn kanonnen en liet zijn infanterie aanvallen. Miles verdedigde een onhoudbare positie. Na overleg met zijn officieren werd de witte vlag van overgave gehesen. Voor Miles zich persoonlijk kon overgeven werd hij getroffen en stierf de volgende dag. Jackson veroverde Harpers Ferry en nam meer dan 12 000 Noordelijken gevangen.A.P. Hills divisie bleef achter om de stad te bezetten terwijl de rest van Jacksons eenheden naar Lee marcheerde.

### DeSlag bij South Mountainen deSlag bij Crampton's Gap
Op 14 september werden verschillende veldslagen uitgevochten om de passen bij South Mountain in handen te krijgen of te houden zoals Crampton's, Turner's en Fox’s Gaps. Generaal-majoor D.H. Hill verdedigde Turner’s en Fox’s Gaps tegen aanvallen van Burnside. Verder zuidwaarts verdedigde generaal-majoor Lafayette McLaws Crampton’s Gap tegen Franklin. Franklin slaagde erin om door te breken. Turner’s en Fox’s Gap bleven na zware gevechten in Zuidelijke handen. Lee zag dat zijn huidige stellingen moeilijk te houden waren tegen een sterkere vijand. Daarom trok hij zijn troepen terug naar Sharpsburg. McClellan had een theoretische kans om het leger van Lee te verslaan. Echter na zijn overwinning bij South Mountain consolideerde McClellan zijn positie waardoor Lee de nodige ruimte kreeg om Harpers Ferry te veroveren en zijn leger te concentreren bij Sharpsburg.

### DeSlag bij Antietam

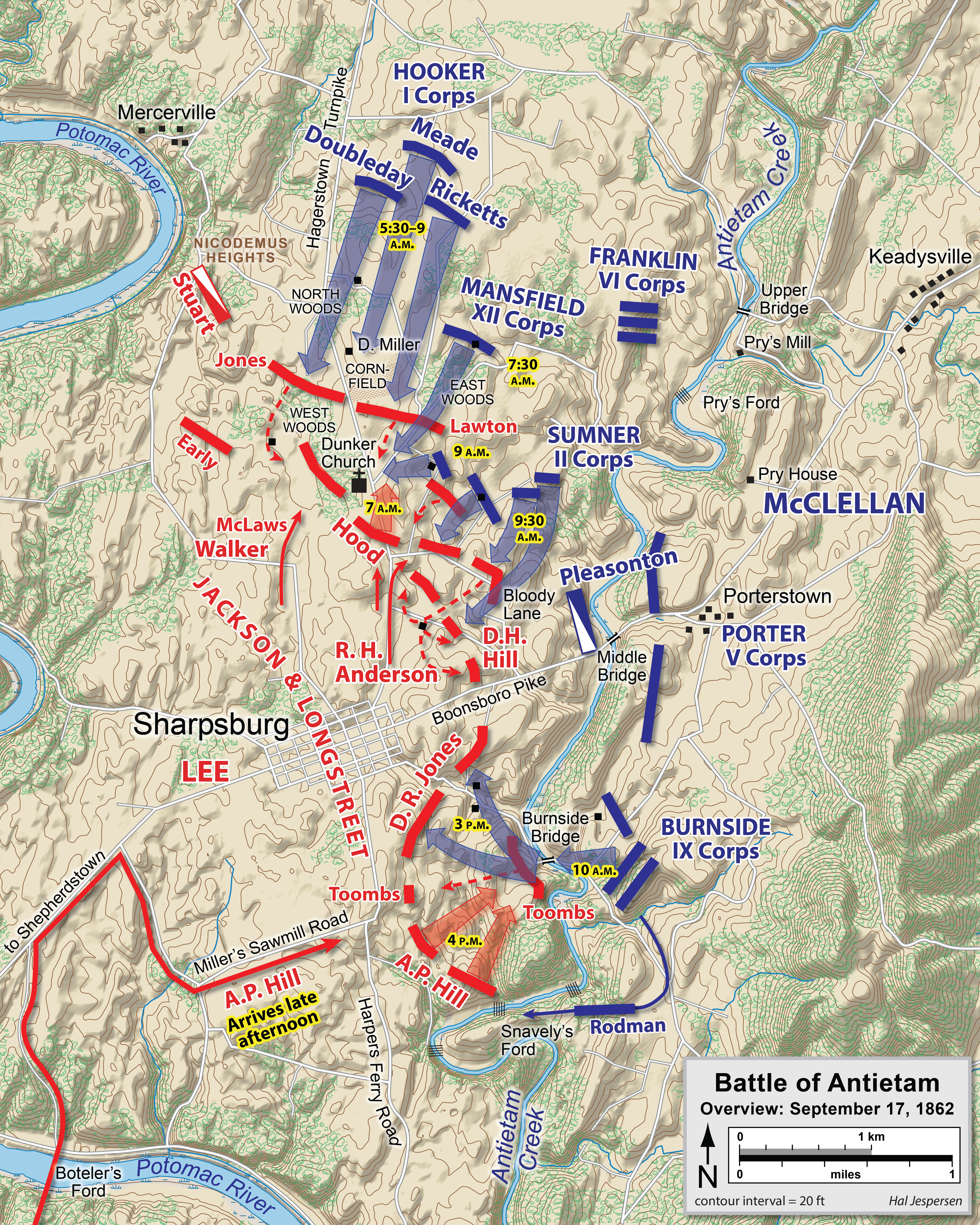
Slag bij Antietam (Sharpsburg), 17 september 1862

Op 16 september stelde McClellan zijn leger op tegenover Lee bij Sharpsburg langs de rivier Antietam. Bij dageraad op 17 september opende het I Corps van generaal-majoor Joseph Hooker de aanval op Lees linkerflank. Aanvallen en tegenaanvallen volgden elkaar op bij Miller Cornfield en Dunker Church terwijl het XII Corps van generaal-majoor Joseph K. Mansfield Hooker versterkte. De aanvallen van het II Corps bij de Sunken Road ("Bloody Lane") onder leiding van general-majoor Edwin V. Sumner braken door het Zuidelijke centrum. Dit voordeel werd echter niet verder uitgebuit. In de namiddag stak Burnsides IX Corps de stenen brug over de Antietam over en vernietigde de Zuidelijke rechterflank. Op dit cruciaal ogenblik arriveerde A.P. Hills divisie en voerde onmiddellijk een tegenaanval uit. Burnsides soldaten werden teruggedrongen en het leger van Lee werd gered van totale vernietiging. Hoewel Het Noordelijke leger twee maal sterker was, zette Lee zijn volledige strijdmacht in terwijl McClellan stukgewijs werkte. Hierdoor kon Lee zeer snel de zwakke punten versterken om Noordelijke aanvallen af te slaan. Tijdens de nacht consolideerden beide legers hun linies. De Noordelijken hadden 12 401 slachtoffers en de Zuidelijken hadden 10 316 slachtoffers. Toch vonden er talrijke schermutselingen plaats op 18 september maar McClellan hernieuwde het offensief niet. Na het invallen van de duisternis trok Lee zijn gehavende leger terug over de Potomac.

### DeSlag bij Shepherdstown
Op 19 september viel een detachement van general-majoor Fitz John Porters V Corps de Zuidelijke achterhoede aan onder leiding van brigadegeneraal William N. Pendleton bij Boteler’s Ford. Er werden vier kanonnen buitgemaakt. Op 20 september stuurde Porter twee divisies over de Potomac om een bruggenhoofd uit te bouwen. A.P. Hills divisie viel aan terwijl verschillende Noordelijke regimenten de rivier aan het oversteken waren. De 118th Pennsylvania werd vernietigd. Na dit achterhoedegevecht stopten de Noordelijken de achtervolging.

## (Diplomatieke) gevolgen
Lee trok zijn leger met succes terug over de Potomac. Hierbij eindigde de Maryland-veldtocht en het zomerseizoen. President Lincoln was niet tevreden met McClellan. Hij was ervan overtuigd dat door de voorzichtige aanpak van McClellan het Zuidelijke leger een vernietiging bespaard gebleven was. Lincoln was nog verbaasder toen McClellan na herhaalde bevelen tussen 17 september en 26 oktober weigerde om Lee te achtervolgen over de Potomac. McClellan beweerde dat hij te weinig voorraden had. Generaal Henry W. Halleck schreef in zijn rapport: "Niets doen over een langere periode met zo’n groot leger, met een verslagen vijand in zicht, in de ideale periode van het jaar voor snelle bewegingen en een goed geplande veldtocht, is een grote ontgoocheling." McClellan werd ontslagen als bevelhebber van het Army of the Potomac op 7 november. Dit was het einde van zijn militaire loopbaan. Generaal-majoor Ambrose E. Burnside volgde McClellan op. Tot in december was het rustig totdat Lee en Burnside tegenover elkaar stonden in de Slag bij Fredericksburg.
Hoewel de slag bij Antietam tactisch onbeslist was, was het toch een grote strategische Noordelijke overwinning. De Zuidelijke invasie werd afgeslagen. Lincoln bouwde verder op dit succes en vaardigde de Emancipatieproclamatie uit op 22 september met ingang van 1 januari 1863. Lincoln wilde deze verklaring al eerder uitbrengen. Op advies van zijn kabinet wachtte hij echter tot na een Noordelijke overwinning. De Zuidelijke aftocht na Antietam deed de regeringen van Frankrijk en Groot-Brittannië afzien van erkenning van de Zuidelijke staten als onafhankelijke confederatie.